# Stanisław Gębala (piłkarz ręczny)
Stanisław Gębala (ur. 1 czerwca 1992) – polski piłkarz ręczny, lewy rozgrywający, od 2017 zawodnik Zagłębia Lubin.
Początkowo był zawodnikiem Spójni Gdynia, w której barwach w latach 2012–2014 występował w I lidze. W sezonie 2013/2014, w którym rozegrał 26 meczów i rzucił 114 bramek, należał do czołowych strzelców swojego zespołu. W latach 2014–2016 był graczem pierwszoligowych Mebli Wójcik Elbląg. W sezonie 2016/2017 był zawodnikiem Stali Gorzów Wielkopolski, w której rozegrał 26 spotkań i zdobył 118 goli, zajmując 9. miejsce w klasyfikacji najlepszych strzelców I ligi (gr. A).
W 2017 przeszedł do Zagłębia Lubin. W Superlidze zadebiutował 2 września 2017 w wygranym meczu z KPR-em Legionowo (23:21), natomiast pierwsze dwie bramki rzucił 12 września 2017 w przegranym spotkaniu z Vive Kielce (24:32). Sezon 2017/2018 zakończył z 10 występami i ośmioma golami na koncie w najwyższej polskiej klasie rozgrywkowej. W sezonie 2018/2019 rozegrał w Superlidze 25 meczów i rzucił 52 bramki.
Ma trzech braci: Szymona, Macieja i Tomasza. Ukończył studia z zakresu mechaniki i budowy maszyn na Politechnice Gdańskiej.

## Statystyki
| Spójnia Gdynia                  | 2011/2012 | II liga   | 14 | 52  | 3,7 |
| Spójnia Gdynia                  | 2012/2013 | I liga    | 24 | 68  | 2,8 |
| Spójnia Gdynia                  | 2013/2014 | I liga    | 26 | 114 | 4,4 |
| Spójnia Gdynia                  | Razem     | Razem     | 64 | 234 | 3,7 |
| Meble Wójcik Elbląg             | 2014/2015 | I liga    | 24 | 63  | 2,6 |
| Meble Wójcik Elbląg             | 2015/2016 | I liga    | 24 | 38  | 1,6 |
| Meble Wójcik Elbląg             | Razem     | Razem     | 48 | 101 | 2,1 |
| Stal Gorzów Wielkopolski        | 2016/2017 | I liga    | 26 | 118 | 4,5 |
|                                 |           |           |    |     |     |
| Zagłębie Lubin                  | 2017/2018 | Superliga | 10 | 8   | 0,8 |
| Zagłębie Lubin                  | 2018/2019 | Superliga | 25 | 52  | 2,1 |
| Zagłębie Lubin                  | Razem     | Razem     | 35 | 60  | 1,7 |
| Stan na koniec sezonu 2018/2019 |           |           |    |     |     |